# چوی سه بین
چوی سه بین (کره‌ای: 최세빈؛ زادهٔ ۱۱ اوت ۲۰۰۰) شمشیرباز اهل کره جنوبی است. او در بازی‌های المپیک تابستانی ۲۰۲۴ برندهٔ مدال نقره شد. 